# 黽部
黽部（）は、漢字を部首により分類したグループの一つ。
康熙字典214部首では205番目に置かれる（13画の最初、亥集の19番目）。

## 概要
「黽」字はカエルの一種を指す。
字音はボウ（バウ、měng）。古文献によるとヒキガエルに類似するものの、水のあるところに住む種とされ、アカガエルではないかと考えられる。
『爾雅』釈魚に「鼁𪓵（去+黽、酋+黽）、蟾諸。水に在る者は黽」とあり、その東晋の郭璞注には「鼁𪓵（去+黽、酋+黽）、一名、蟾諸。蝦蟇（ガマ）に似て陸地に居る。その水に在る者は黽に名づく。一名、耿黽、一名土鴨。青蛙に似て大腹」とある。また「鼃（圭+黽、蛙の古字）黽（アボウ）」で蛙一般を総称した。
なお「黽」字は多音字であり、その他、ビン (mǐn) という字音では「黽勉（ビンベン）」、努力するという意味で使われ、またベン (miǎn) という字音では「黽池（ベンチ・メンチ）」という古地名に用いられた。黽池は現在の河南省三門峡市澠池県であり、戦国時代、商鞅の死没地として知られ、また澠池県の仰韶村は仰韶文化の遺跡が発見されたことで知られる。
その字形はカエルを上から見た形に象っている。その小篆の字形は蛇の象形である「它」字と頭部が共通しており、それに手足である「𦥑」が左右についた形である。
偏旁の意符としてはカエルやカメに関することを示し、そのほとんどはその種名を表している。カエルよりもカメに属する動物の字を作ることが多い。
黽部はこのような意符を構成要素にもつ漢字を収める。
現在日本における常用漢字、人名用漢字および印刷標準字体にこの部首に所属する漢字は収録されていない。

## 字体のデザイン差
「黽」字の標準字体は地域によって差異がある。
印刷書体（明朝体）において『康熙字典』は「黽」の中央右の縦画の終端を左の釣り鉤「乚」につける形を採っており、中国・日本はこれに従う。一方、台湾の国字標準字体・香港の常用字字形表は縦画の終端を「ヨ」の一番下の横画先端の部分につけ、釣り鉤型の画からは離している。
| 康熙字典 中国・日本 | 台湾 香港 |
| ------------------- | --------- |
| 黽                  | 黽        |

## 簡略字体
中国の簡体字ではこれを「黾」に簡略化して用いている。

## 部首の通称
- 日本：べんあし・べん・かえる[1]・もう・あおがえる[2]
- 韓国：맹꽁이맹부（maengkkongi maeng bu、ジムグリガエルの黽部）
- 英米：Radical frog

## 部首字
黽
- 中古音
  - 広韻 - 1.武幸切、耿韻（かえるの一種）、上声 2.武尽切、軫韻（つとめる）、上声 3.弥兗切、獼韻、上声（地名）
  - 詩韻 - 1.梗韻、上声 2.軫韻、上声 3.銑、上声
  - 三十六字母 - 1.明母 2.明母 3.明母
- 現代音
  - 普通話 - ピンイン：1.měng 2.mǐn 3.miǎn 注音：1.ㄇㄥˇ 2.ㄇㄧㄣˇ 3.ㄇ一ㄢˇ ウェード式：1.meng3 2.min3 3.mien3
  - 広東語 - Jyutping:1.maang5 2.man5 3.min5 イェール式:1.maang5 2.man5 3.min5
- 日本語 - 音：1.ボウ（バウ）（漢音） 2.ビン（漢音） 3.ベン（漢音）・メン（呉音）
- 朝鮮語 - 音：맹(maeng) 訓：맹꽁이（maengkkongi、ジムグリガエル:ヒメアマガエル科のカエル）

## 例字
- 黽
  - 4:黿、5:鼂、6:鼃・鼄、8:鼅、11:鼇、12:鼈・鼉